# Anthony Turgis
Anthony Turgis (* 16. května 1994) je francouzský profesionální silniční cyklista jezdící za UCI ProTeam Team TotalEnergies. Jeho bratři Jimmy Turgis a Tanguy Turgis byli oba také profesionálními cyklisty, ale oba museli odejít do sportovního důchodu kvůli srdečním problémům.

## Hlavní výsledky

### Silniční cyklistika
2012
Liège–La Gleize
vítěz etapy 2a (TTT)
Mistrovství Evropy
 2. místo silniční závod juniorů
10. místo časovka juniorů
2. místo Paříž–Roubaix Juniors
2014
vítěz Lutych–Bastogne–Lutych Espoirs
Mistrovství Evropy
 3. místo silniční závod do 23 let
2015
Boucles de la Mayenne
 celkový vítěz
 vítěz soutěže mladých jezdců
vítěz 2. etapy
Mistrovství světa
 3. místo silniční závod do 23 let
Arctic Race of Norway
8. místo celkově
Evropské hry
9. místo silniční závod
2016
vítěz Classic Loire Atlantique
Tour de Yorkshire
3. místo celkově
Tour de Luxembourg
4. místo celkově
vítěz 3. etapy
5. místo Grand Prix de Plumelec-Morbihan
2017
3. místo Paříž–Chauny
3. místo Tour de l'Eurométropole
2018
Národní šampionát
2. místo silniční závod
5. místo Dwars door West-Vlaanderen
5. místo Paříž–Chauny
2019
vítěz Grand Prix La Marseillaise
vítěz Paříž–Chauny
2. místo Dwars door Vlaanderen
Čtyři dny v Dunkerku
4. místo celkově
 vítěz soutěže mladých jezdců
Tour de Luxembourg
4. místo celkově
 vítěz soutěže mladých jezdců
4. místo Duo Normand (s Nikim Terpstrou)
4. místo Famenne Ardenne Classic
5. místo Circuit de Wallonie
6. místo Paříž–Bourges
2020
4. místo Kolem Flander
Národní šampionát
5. místo silniční závod
8. místo Grand Prix La Marseillaise
8. místo Brabantský šíp
2021
2. místo Kuurne–Brusel–Kuurne
Tour Poitou-Charentes en Nouvelle-Aquitaine
5. místo celkově
8. místo Dwars door Vlaanderen
8. místo Kolem Flander
9. místo Gent–Wevelgem
10. místo Milán – San Remo
2022
Národní šampionát
2. místo silniční závod
2. místo Milán – San Remo
3. místo Polynormande
6. místo Primus Classic
8. místo Grosser Preis des Kantons Aargau
Boucles de la Mayenne
10. místo celkově
2023
2. místo SUPER 8 Classic
9. místo Milán – San Remo
10. místo Circuit Franco–Belge
Tour de France
 cena bojovnosti po 8. etapě
2024
Tour de France
vítěz 9. etapy

#### Výsledky na Grand Tours
| Grand Tour      | 2017                          | 2018                          | 2019                          | 2020                          | 2021                          | 2022                          | 2023                          | 2024                          |
| --------------- | ----------------------------- | ----------------------------- | ----------------------------- | ----------------------------- | ----------------------------- | ----------------------------- | ----------------------------- | ----------------------------- |
| Giro d'Italia   | Nezúčastnil se ve své kariéře | Nezúčastnil se ve své kariéře | Nezúčastnil se ve své kariéře | Nezúčastnil se ve své kariéře | Nezúčastnil se ve své kariéře | Nezúčastnil se ve své kariéře | Nezúčastnil se ve své kariéře | Nezúčastnil se ve své kariéře |
| Tour de France  | —                             | 116                           | 131                           | 108                           | 73                            | 129                           | 94                            | 106                           |
| Vuelta a España | 117                           | —                             | —                             | —                             | —                             | —                             | —                             |                               |

#### Výsledky na klasikách
| Monument               | 2015 | 2016 | 2017 | 2018 | 2019 | 2020 | 2021 | 2022 | 2023 |
| ---------------------- | ---- | ---- | ---- | ---- | ---- | ---- | ---- | ---- | ---- |
| Milán – San Remo       | —    | —    | —    | DNF  | 41   | 29   | 10   | 2    | 9    |
| Kolem Flander          | —    | —    | —    | —    | 97   | 4    | 8    | DNF  | 17   |
| Paříž–Roubaix          | —    | —    | —    | —    | 18   | NS   | 13   | DNF  | 74   |
| Lutych–Bastogne–Lutych | DNF  | 127  | —    | —    | —    | —    | —    | —    | —    |
| Giro di Lombardia      | —    | DNF  | —    | —    | —    | —    | —    | —    | —    |
| Klasika                | 2015 | 2016 | 2017 | 2018 | 2019 | 2020 | 2021 | 2022 | 2023 |
| Omloop Het Nieuwsblad  | DNF  | —    | DNF  | 34   | 65   | 25   | 15   | DNF  | 96   |
| Kuurne–Brusel–Kuurne   | —    | —    | —    | DNF  | DNF  | 13   | 2    | 32   | 95   |
| E3 Saxo Bank Classic   | —    | —    | —    | —    | DNF  | NS   | 12   | 13   | DNF  |
| Gent–Wevelgem          | —    | —    | —    | —    | 14   | 29   | 9    | 26   | 32   |
| Dwars door Vlaanderen  | —    | —    | —    | —    | 2    | NS   | 8    | 72   | 138  |
| Brabantský šíp         | —    | —    | —    | —    | —    | 8    | DNF  | —    | —    |
| Paříž–Tours            | DNF  | 156  | 120  | 74   | 29   | —    | 16   | DNF  | 13   |

| —   | Nezúčastnil se |
| DNF | Nedokončil     |
| NS  | Nejelo se      |

### Cyklokros
2011–2012
UCI Junior World Cup
2. místo Hoogerheide
Junior Coupe de France
2. místo Lignières-en-Berry
2. místo Besançon
3. místo Rodez
2013–2014
U23 Coupe de France
2. místo Flamanville
3. místo Quelneuc